# Parepierus spinellus
Parepierus spinellus är en skalbaggsart som först beskrevs av Thomas Broun 1921.  Parepierus spinellus ingår i släktet Parepierus och familjen stumpbaggar. Inga underarter finns listade i Catalogue of Life.